# Cupido draesekei
Cupido draesekei är en fjärilsart som beskrevs av Karl Schawerda 1926. Cupido draesekei ingår i släktet Cupido och familjen juvelvingar. Inga underarter finns listade i Catalogue of Life.